# Оросен
«О́росен» — футбольний стадіон у норвезькому місті Ліллестрем. Є домашнім стадіоном клубу «Ліллестрем». Місткість становить 11 637 місць, 9937 з яких є сидячими. Рекорд відвідуваності «Оросена» був встановлений у 2002 році, коли за матчем «Ліллестрема» і «Волеренги» спостерігало 13 652 глядачі.

## Історія
У 1948 році футбольний клуб «Ліллестрем» на півночі від свого колишнього стадіону купив 72 000 м² землі, на якій почалось будівництво нової арени. Через три роки стадіон було побудовано. 7 липня 1951 року Оросен було відкрито матчем між «Ліллестремом» та «Сарпсборгом 08».
У 1967 році пожежа зруйнувала стадіон. Клуб відбудував новий стадіон на тому ж місці.
На початку 2000-х проходили декілька реконструкцій. Після них збільшилась кількість звичайних трибун та додались VIP-трибуни загальною місткістю 750 місць.